# Tre apor (roman)
Tre apor är den svenske författaren Stephan Mendel-Enks debutroman, utgiven 2010 på bokförlaget Atlas. Året efter utgavs den i pocket på Månpocket.

## Handling
Boken skildrar tre generationer av en judisk familj som bor och verkar i Göteborg. Författaren Mendel-Enk är själv jude och handlingen i boken tar avstamp i självupplevda händelser.
En fristående fortsättning utgavs år 2020 under titeln Apan i mitten.

## Utgåvor
- Mendel-Enk, Stephan (2010). Tre apor: roman. Stockholm: Atlas. Libris 10154501. ISBN 978-91-7389-210-0
- Mendel-Enk, Stephan (2011). Tre apor. Månpocket, 99-0184541-6 ([Ny utg.]). Stockholm: Månpocket. Libris 11974392. ISBN 978-91-7001-861-9
- Mendel-Enk, Stephan (2010). Tre apor. Johanneshov: TPB. Libris 12588826

## Mottagande
Dagens Nyheters Jonas Thente rosade boken och kallade den en "suverän debutroman som borde bli en bästsäljare." Han avslutade sin recension med orden: "En tidigare svensk roman med liknande elegans var Mikael Niemis Populärmusik från Vittula. Stephan Mendel-Enks Tre apor förtjänar en lika stor läsekrets och kommer säkerligen också att få det.
Göteborgspostens Johan Dahlbäck var övervägande positiv i sin recension, men hade dock en del kritiska invändningar: "Annars saknar jag i berättelsen en mer utförlig bearbetning av förhållandet mellan den judiska gemenskapen och resten av det svenska samhället, det Sverige som sällan har krönikor av Per Ahlmark kärleksfullt uppklistrade på kylskåpsdörrarna. Kanske är det just instängdheten som Mendel-Enk velat skildra men jag tycker att han därmed missar något som hade kunnat göra boken betydligt mer spännande."
Även Svenska Dagbladets recensent Erik Löfvendahl var övervägande positiv, men hade synpunkter på Mendel-Enks berättarteknik: "Det är en historia man vill läsa om; trots detta vidhåller jag min undran över författarens medvetet återhållna berättande. På det stora hela – med tanke på hur mycket material som antyds, som författaren bara gläntar på fönstret till – är detta en mer än lovligt anorektisk framställning."

### Fotnoter
1. ↑  ”Stephan Mendel-Enk”. Libris.kb.se. http://libris.kb.se/hitlist?d=libris&q=Stephan+Mendel-Enk&f=simp&spell=true&hist=true&p=1. Läst 26 augusti 2012.
2. 1 2  Thente, Jonas (15 april 2010). ”Stephan Mendel-Enk - Tre Apor”. Dagens Nyheter. http://www.dn.se/dnbok/bokrecensioner/stephan-mendel-enk-tre-apor. Läst 26 augusti 2012.
3. ↑  ”Värdesätter den judiska gemenskapen”. Minoritet.se. http://minoritet.prod3.imcms.net/1901. Läst 26 augusti 2012.[död länk]
4. ↑  
Mendel-Enk, Stephan (2020). Apan i mitten. [Stockholm]: Norstedts. Libris mz2rkrzhkpxrll9t. ISBN 9789113059198
5. ↑  Dahlbäck, Johan (11 januari 2011). ”Stephan Mendel-Enk - Tre apor”. Göteborgsposten. Arkiverad från originalet den 6 mars 2016. https://web.archive.org/web/20160306205959/http://www.gp.se/kulturnoje/litteratur/1.350874-stephan-mendel-enk-tre-apor. Läst 26 augusti 2012.
6. ↑  Löfvendahl, Erik (18 april 2010). ”Skrattet är granne med tragiken i stram debut”. Svenska Dagbladet. http://www.svd.se/kultur/litteratur/skrattet-ar-granne-med-tragiken-i-stram-debut_4582229.svd. Läst 26 augusti 2012.